# چالک‌ییتسیک (آلاسکا)
چالک‌ییتسیک (به انگلیسی: Chalkyitsik) شهری در ناحیه سرشماری یوکان-کویوکوک، آلاسکا ایالت آلاسکا است که جمعیت آن در سرشماری سال ۲۰۰۰ میلادی ۸۳ نفر بوده‌است.